# سين+ إيموشن
سين+ إيموسيون هي قناة تلفزيونية فرنسية تابعة لشركة MultiThématiques التابعة لمجموعة كنال+ جروب .